# Nachtstück
Nachtstück is een compositie van Axel Borup-Jørgensen.
Hij schreef het werk voor tenorblokfluit solo. De componist liet zich bij dit werk inspireren door de geluiden die hij ’s nachts hoorde dan wel meende te horen. Er is dus geen sprake van een vaste maatvoering, ritmiek of melodie. Hij combineerde daarbij "gewoon blokfluitspel" met het zogenaamde overblazen en ook meerstemmig spelen. De componist wilde met dit werk een verband leggen tussen de blokfluitmuziek uit de 19e eeuw en de klassieke muziek van de 20e eeuw, maar dan in de stijl van die laatste.
Elisabet Selin speelde Nachstück als eerste en wel op 21 februari 1988 in de Deense Muziekacademie, wellicht een eindexamenstuk. Selin is daarbij de dochter van de componist en privéleerlinge van Michala Petri, een van de bekendste blokfluitbespelers van de 20e eeuw, waarvoor Borup-Jørgensen ook werken schreef.